# プラローロ
プラローロ（伊: Prarolo）は、イタリア共和国ピエモンテ州ヴェルチェッリ県にある、人口約700人の基礎自治体（コムーネ）。

## 地理

### 位置・広がり
| 隣接するコムーネは以下の通り。括弧内のNOはノヴァーラ県所属を示す。 - アジリアーノ・ヴェルチェッレーゼ - パレストロ (PV) - ペッツァーナ - ヴェルチェッリ |